# حوزه انتخابیه سوم آلاباما
حوزه انتخابیه سوم آلاباما یک حوزه انتخابیه مجلس نمایندگان آمریکا است که در ایالت آلاباما قرار دارد.